# 疑犯追蹤人物列表
此頁面為《疑犯追蹤》出場的角色介紹。

## 「高層」
「高層」（HR）是於紐約警局內部由腐敗警員所組成的組織，並有警方與紐約市政府幹部居中主導。第一季曾被傅斯可匿名舉報給FBI，可惜未傷及主幹成員。在第三季中期的劇情裡遭到擊潰。

## 情報支援特遣隊（ISA）
負責處理相關號碼的政府祕密組織，表面上隸屬國防部，但實際上擁有獨立權限與黑箱預算，計畫代號為「北極光」。只有極少數政府高官知情，之後由於預算與計畫名稱曝光，整個部門遭到關閉，但在德希瑪公司的運作下，以「撒馬利亞」取代了「北極光」（「機器」）後重新開始活動。

## 「警戒」
「警戒」（Vigilance）是個反對政府濫權監控侵犯他人隱私，並試圖利用暴力手段反抗政府的地下組織。然而成員卻渾然不知自己實際上只是德希瑪公司所扶植，用來瓦解北極光計畫的暗樁，最後於第三季末瓦解，成員並遭德希瑪滅口。
名称出自美国开国元勋托马斯·杰斐逊的语录“时刻警惕是自由的代价”（Eternal vigilance is the price of liberty）。

## 其他角色
| 角色                                        | 演員                                                            | 人物介紹 |
| ------------------------------------------- | --------------------------------------------------------------- | --- |
| Marlene Elias                               | 未知                                                            | Carl Elias的母親，是Gianni Moretti的的情婦。因想要正式名份，希望Moretti與其妻子離婚而被他派人殺害。職業是雞尾酒服務員(cocktail waitress)。 |
| 琵婭‧莫雷斯科（Pia Moresco）                | 莉莉・米蘿妮克（Lili Mirojnick）                                | 第一季第3集出場，Joey Durban的未婚妻，在Joey出征後等了他6年，從小就喜歡他。 |
| 泰勒‧卡特（Taylor Carter）                  | Kwoade Cross                                                    | 第一季第9集出場，Joss Carter的兒子。就讀布魯克林馬伯里高中(Marbury High School)。 |
| 法魯克‧馬達尼（Farouk Madani）              | 拉姆西·法拉加拉（Ramsey Faragallah）                            | 第一季第11集出場，在納傑夫最好的醫生，但錢都寄回家，所以無法申請美國醫師資格。Harold給了他一筆重金，讓他救回John。 |
| 威爾‧英格倫（Will Ingram）                  | 邁克·史托-大衛（Michael Stahl-David）                           | 第一季第12集出場，Nathan的兒子。發現父親留下的文件中有一個以1美元賣給政府的合同，詢問Harold無果，便去問Alicia，她告訴他少許東西。誰知Will提及Harold，讓Alicia知道Harold未死。 |
| 薩拉‧阿特金斯（Sarah Atkins）               | 黛格瑪拉·多明絲姬（Dagmara Dominczyk）                          | 第一季第21集出場，化名為凱倫‧加納（Karen Garner），一個遭遇到與Jessica相似事情的女子。 |
| 彼得‧阿恩特（Peter Arndt）                  | Jonno Roberts                                                   | Jessica的丈夫，有家暴傾向和愛賭博，但Jessica的母親並沒有發現到。之後因故殺死了Jessica並偽裝成事故。曾調查過里斯的芬奇本以為他遭到知曉事故背後真相的里斯所殺，劇中也透過FBI的調查表示其應該已經死亡。但在第一季21集的劇情最後暗示是被里斯捏造他有運送毒品的罪名關進了墨西哥的監獄裡。 |
| 漢娜‧弗雷（Hanna Frey）                     | 埃米莉·羅賓森（Emily Robinson）                                 | 第二季第2集出場（回憶）。1991年4月15日失蹤，當時只是14歲。Root小時候的朋友。本來被定為是失蹤，但John跟Carter調查下發現她是遭到殺害。 |
| 芭芭拉‧拉塞爾（Barbara Russell）            | 1991年：Rebecca Metz 2012年：瑪果・麥汀達爾（Margo Martindale） | 第二季第2集出場，圖書館管理員。Trent Russell的妻子。Sam（即是Root）曾告訴她拉塞爾先生帶走了Hanna，但她不相信，因為她愛上那男人。Root為報復她選擇心理上折磨她。 |
| 特倫特‧拉塞爾（Trent Russell）              | Kevin Loreque                                                   | 第二季第2集(回憶)出場。1997年被毒販殺死。生前是讀書俱樂部成員，並在圖書館與Barbara相識。拐走Hanna，並把她殺死。 |
| 瑪克辛‧安吉拉斯（Maxine Angelis）           | 葛蘿瑞亞·沃特西斯（Gloria Votsis）                              | 第二季第5集出場。《紐約日報》記者。她曾報導過不少罪犯資料，包括毒犯，HR和Elias。收到匿名線報，誤信Christopher是HR老大，結果害死了他。 |
| 克里斯多夫‧桑布拉諾（Christopher Zambrano） | 約翰·文堤米利亞（John Ventimiglia）                             | 第二季第5集出場。前黑手黨頭目(第一季第19集的號碼之一)之子，與父親不同是個好人。可惜因父親的緣故，總是被誤會是罪犯。本是能扳倒HR的重要證人，結果被Maxine的報導害死。 |
| 麥蒂琳‧恩耐特（Madeleine Enright）          | 莎朗·莉爾（Sharon Leal）                                        | 第二季第7集出場。紐約綜合醫院的醫生，亦是紐約州頂尖的心胸及創傷外科的醫生。Amy的妻子。 |
| 艾美（Amy）                                 | 艾芮卡·莉瑟森（Erica Leerhsen）                                 | 第二季第7集出場。Madeleine的妻子。 |

## 資料來源
1. ↑  《疑犯追蹤》的劇集內容
2. ↑  ,   [2017-09-19], （原始内容存档于2014-01-31）